# (20532) Benbilby
(20532) Benbilby (1999 RL64) – planetoida z grupy pasa głównego asteroid okrążająca Słońce w ciągu 4,05 lat w średniej odległości 2,54 j.a. Odkryta 7 września 1999 roku.